# قاي كوبر
قاي كوبر (بالإنجليزية: Guy Cooper) هو لاعب كرة قاعدة أمريكي، ولد في 28 يناير 1893 في روما في الولايات المتحدة، وتوفي في 2 أغسطس 1951 في سانتا مونيكا في الولايات المتحدة.